# Gustaf von Plomgren

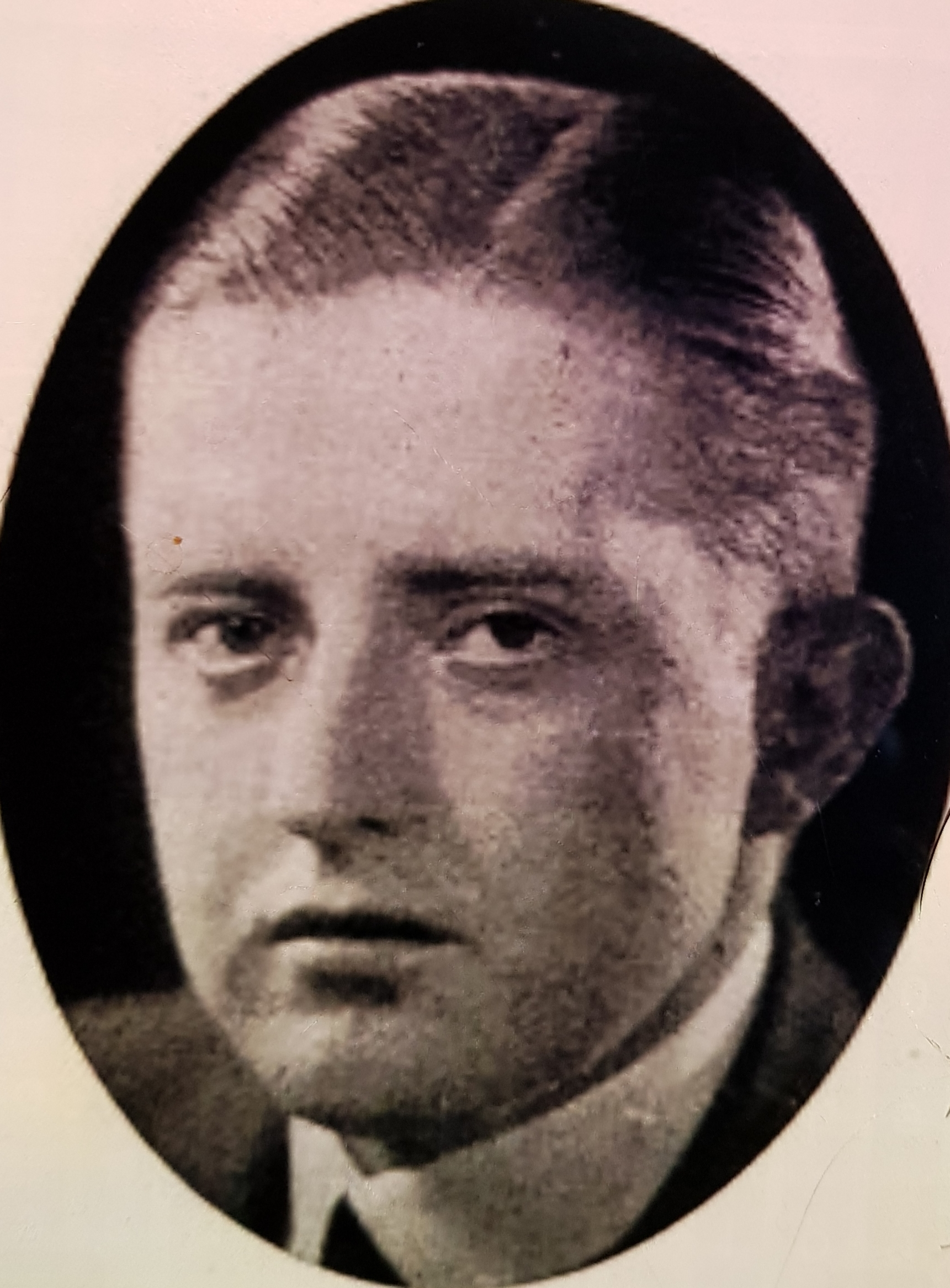
Gustaf von Plomgren

Johan Gustaf Erland von Plomgren, född 22 november 1906 i Stockholm, död 9 juni 1993 i Nyköping, var en svensk ingenjör och godsägare.
Han var son till överstelöjtnanten Carl-Johan von Plomgren och friherrinnan Anna Lagerbielke (1869–1922) samt från 1944 gift med Margaretha Leijonmarck (1919–1995) som var dotter till major Evald Leijonmarck (1889–1974). Han var bror till advokaten Carl von Plomgren (1898–1975) 
Han avlade ingenjörsexamen vid Tekniska skolan i Stockholm 1929 och arbetade från samma år som ingenjör vid Svenska Ackumulator AB Jungner. Som godsägare drev han Österby gård från 1944 och Hånö säteri i Tystberga sedan 1962. 